# Francisco van Zeller
Francisco Xavier Belo van Zeller, Jonkheer na Holanda GCMAIC (Lisboa, Santa Engrácia, 12 de outubro de 1938) é um engenheiro químico e empresário português.

## Biografia
Estudou no Colégio de São João de Brito e no Liceu Gil Vicente, em Lisboa; licenciou-se em Engenharia Química, pelo Instituto Superior Técnico, em 1961; e cumpriu o serviço militar como engenheiro da Fábrica do Braço de Prata. Subsequentemente, ingressou na empresa da sua família, a Metal Portuguesa, onde ainda hoje se mantém como administrador. Integra também a Induger, operadora no setor de co-geração de energia. Foi administrador da Ferro, até 2001. 
Francisco van Zeller foi dirigente da Associação Portuguesa das Empresas Químicas, de 1987 a 2001, e presidente da Direcção da Confederação da Indústria Portuguesa, entre 2002 e 2010.
É um dos subscritores do Manifesto dos 100, contra a possibilidade dum Governo de Coligação de Esquerda entre o Partido Socialista, a Coligação Democrática Unitária (Partido Comunista Português e Partido Ecologista Os Verdes) e o Bloco de Esquerda, em Novembro de 2015, em virtude de ser detrimental para a iniciativa económica e empresarial.

### Condecorações
Foi distinguido com a Grã-Cruz da Ordem Civil do Mérito Agrícola, Industrial e Comercial Classe Industrial a 17 de Janeiro de 2006.

## Família
Francisco van Zeller é filho de Eduardo Graça van Zeller (Lisboa, São Mamede, 2 de Novembro de 1910 - Lisboa, 24 de Junho de 2003), engenheiro eletrotécnico, descendente de sexta geração de um comerciante neerlandês que casou em Portugal no século XVIII, com Anna Franzisca Herkel, de nacionalidade alemã, e de sua mulher (Caxias, Quinta Real, a 14 de Setembro de 1935) Maria do Carmo Burnay de Almeida Bello (Mafra, Ericeira, 9 de Setembro de 1914 - Lisboa, Santa Engrácia, 5 de Maio de 1996).
Casou em Lisboa, Campo Grande, a 7 de Junho de 1966 com Maria João Pinto da Cunha de Avilez, irmã de Maria José Nogueira Pinto, sendo pai de uma filha e quatro filhos:
- Verónica de Avilez van Zeller (Lisboa, São Sebastião da Pedreira, 7 de Outubro de 1967), Licenciada em Relações Internacionais; a 22 de Junho de 2001 professou como Irmã Verónica da Misericórdia de Deus, na Ordem Carmelita em Fátima
- Luís de Avilez van Zeller (Lisboa, São Sebastião da Pedreira, 7 de Março de 1969 - Lisboa, 18 de Dezembro de 1974)
- Pedro de Avilez van Zeller (Lisboa, São Sebastião da Pedreira, 28 de Março de 1972), Licenciado em Arquitectura pela Universidade de Barcelona
- Francisco de Avilez van Zeller (Lisboa, São Sebastião da Pedreira, 4 de Junho de 1977), Licenciado em Economia pela Universidade Católica Portuguesa, casado em Lisboa, São Vicente de Fora, 15 de Maio de 2004 com Maria de Andrade e Sousa de Noronha e Andrade (9 de Novembro de 1978), e tem quatro filhos:
  - Luís Maria de Noronha e Andrade de Avilez van Zeller (7 de Setembro de 2005)
  - Vicente Maria de Noronha e Andrade van Zeller (30 de Agosto de 2009)
  - Martim Maria de Noronha e Andrade van Zeller (2 de Setembro de 2011)
  - Tomás Maria de Noronha e Andrade van Zeller (19 de Março de 2016)
- Vasco de Avilez van Zeller (Lisboa, São Sebastião da Pedreira, 22 de Junho de 1984), Licenciado em Engenharia Mecânica pelo Instituto Técnico de Lisboa